# 張燭 (隆慶進士)
張燭（1539年—1576年），字叔明，號朗山，又號石窗、石牕，山東青州府壽光縣人，軍籍，明朝政治人物。

## 生平
嘉靖四十三年（1564年）甲子科山東鄉試第六名舉人。隆慶五年（1571年）中式辛未科會試第二百九十五名，三甲第一百五十三名進士。同年任华亭县知县一职。萬曆三年（1575年）调任順天府宝坻县。萬曆四年卒。

## 家族
曾祖張霑，壽官；祖父張東陽，封刑部主事；父張標，保定知府進階亞中大夫。母王氏（封安人）；繼母劉氏。永感下。